# Stemma dell'Azerbaigian
Lo stemma della Repubblica dell'Azerbaigian (in azero: Azərbaycan Respublikasının Dövlət Gerbi) è uno dei simboli ufficiali dello Stato dell'Azerbaigian (insieme alla bandiera e all'inno). Lo stemma statale della Repubblica dell'Azerbaigian è un simbolo dell'indipendenza dello Stato ed è un misto di elementi storici e moderni. 
Esso è composto da un fuoco (il paese è conosciuto con il soprannome di "paese del fuoco eterno") al centro di una stella ad otto punte di colore bianco. Intorno alla stella si trovano tre cerchi di colore verde, rosso e blu, i colori del paese presenti anche sulla bandiera. 
Lo stemma attuale è diventato ufficiale nel 1992, dopo la dichiarazione di indipendenza azera, ed è andato a sostituire il precedente emblema della repubblica sovietica.

## Descrizione
La pratica di collocare gli emblemi di Stato sugli scudi è molto diffusa nel mondo dell'arte araldica. Lo scudo viene usato dalle persone per migliaia di anni per proteggersi ed anche a dimostrare simboli nazionali. Ovviamente, questo è uno dei più importanti strumenti militari nazionali nei paesi orientali, un simbolo d'eroismo. A differenza dell'Occidente, lo scudo orientale è rotondo. L'immagine di stemma statale su scudo serve come la dimostrazione di appartenenza dell'Azerbaigian alla civiltà orientale. La stella a otto punte al centro dello scudo è un simbolo del sole. Il sole (e anche la luna) è "eterna, permanente, vita" nel mondo dell'arte araldica. Il sole è rappresentato in bianco, che significa "serenità, pace". Nel centro di stemma ci sono le fiamme, che simboleggiano la "Terra del fuoco". I colori usati sullo stemma sono i colori della bandiera nazionale della Repubblica dell'Azerbaigian. La stella a otto punte simboleggia gli otto rami del popolo turco. Dal basso c'è una corona di spighe di grano e rami di quercia. La corona di spighe simboleggia la ricchezza e la fertilità. I rami della quercia simboleggiano forza e potenza.

## Storia
Il 30 gennaio 1920, il governo della Repubblica Democratica dell'Azerbaigian adottò una risoluzione per dichiarare un concorso per le proposte di bozze dell'inno nazionale, lo stemma dello Stato e la stampa:
Il concorso doveva essere terminato il 1º maggio 1920. Tuttavia, a seguito della caduta della Repubblica Democratica dell'Azerbaigian, avvenuta il 28 aprile 1920, la stemma non è stato adottato. Va notato che il disegno dello stemma, creato dal duce georgiano Aleksandr Shervashidze, che visse a Baku, fu ancora conservato.
Dopo aver ottenuto l'indipendenza nel 1991 dall'URSS, l'Azerbaigian annunciò un concorso per la presentazione del progetto di stemma della Repubblica dell'Azerbaigian. A questo scopo fu creata una commissione speciale. Ma nessuno dei progetti presentati vennero approvati dai membri del parlamento, e quindi fu richiamata l'attenzione sulla bozza conservata di stemma della Repubblica Democratica dell'Azerbaigian. La composizione originale di questo stemma è stata conservata e solo piccoli dettagli (fiamma, foglie di quercia e spighe di grano) sono stati perfezionati dall'artista R. Mamedov. Secondo la legge della Costituzione del 19 gennaio 1993, sono state approvate le immagini a colori e in bianco e nero dell'emblema di Stato della Repubblica dell'Azerbaigian. Il 23 febbraio 1993, il presidente dell'Azerbaigian Abulfaz Elchibey approvò il "Regolamento sull'emblema di Stato della Repubblica dell'Azerbaigian".

## Uso dello stemma

### Immagine convessa dello stemma statale viene appesa
- Alla residenza e all'ufficio del Presidente della Repubblica dell'Azerbaigian;
- Nel palazzo del parlamento della Repubblica dell'Azerbaigian, nel salone delle riunioni e nell'ufficio del presidente del parlamento;
- Negli edifici di tutte le corti della Repubblica dell'Azerbaigian, tribunali militari, nei salotti delle sessioni del tribunale, negli uffici dei presidenti della Corte costituzionale o della Corte suprema della Repubblica dell'Azerbaigian;
- Nei casi previsti dalla legislazione della Repubblica dell'Azerbaigian, negli edifici degli enti statali;
- Nei palazzi di missioni diplomatiche e commerciali, uffici consolari della Repubblica dell'Azerbaigian;

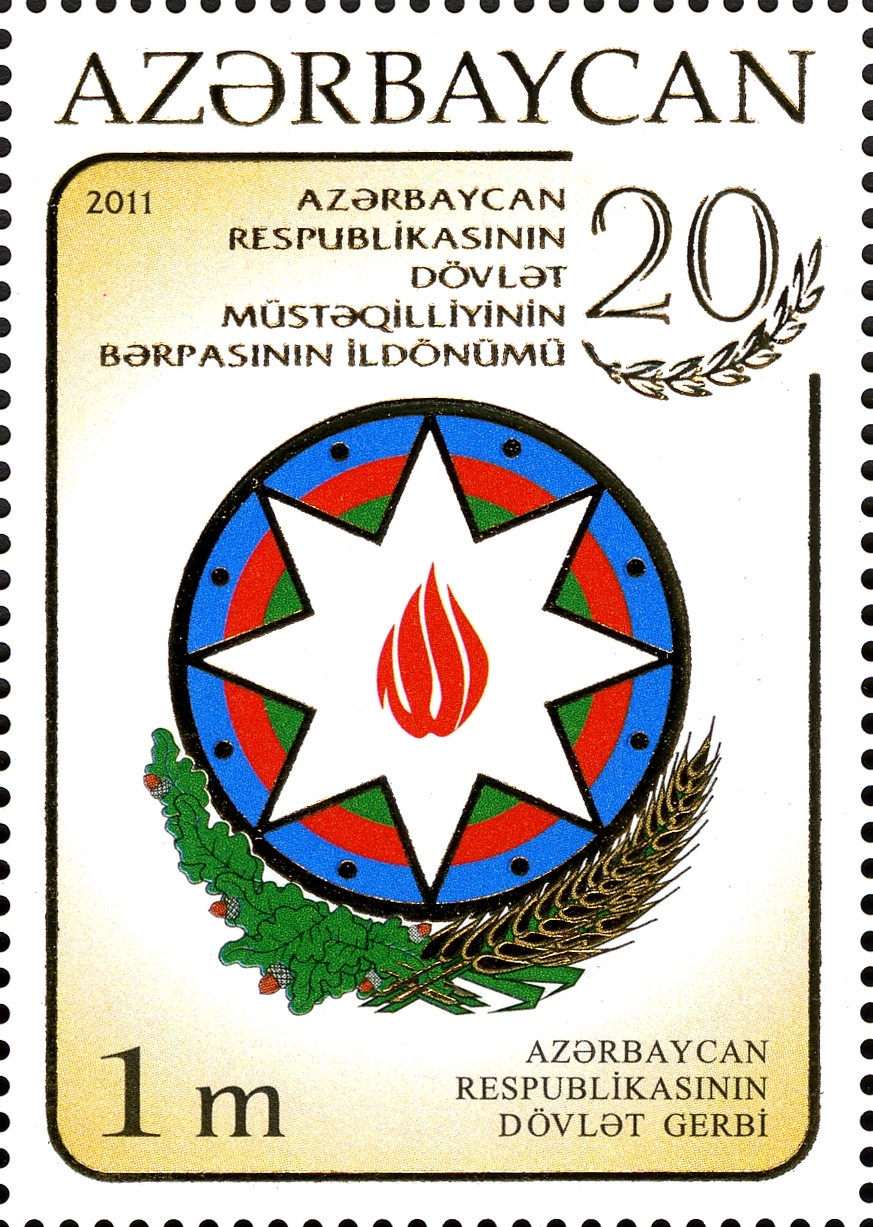
Francobollo del 2011

### Descrizione dello stemma statale viene utilizzata
- Nella stampa di tutti gli enti statali della Repubblica dell'Azerbaigian;
- Nelle forme delle leggi della Repubblica dell'Azerbaigian, nelle decisioni del Parlamento, nei decreti e negli ordini del Presidente;
- Nelle forme di documenti degli enti statali;
- Nelle monete cartacee e di metallo emesse dalla Banca nazionale della Repubblica dell'Azerbaigian;
- Nei titoli della Repubblica dell'Azerbaigian, nelle obbligazioni dello stato;
- Nei passaporti di cittadini della Repubblica dell'Azerbaigian; nei passaporti diplomatici ed altri;
- Nelle pubblicazioni ufficiali del Parlamento della Repubblica dell'Azerbaigian e così via.[1]